# Code Black
Code Black (auch Code Black – Ärzte am Limit) ist eine US-amerikanische Krankenhausserie des Senders CBS, die am 7. Mai 2015 bestellt wurde und ab dem 30. September 2015 ausgestrahlt wurde. Aufgrund solider Quoten von wöchentlich rund neun Millionen Zuschauern pro Folge bestellte CBS im November 2015 fünf zusätzliche Episoden für die erste Staffel, sodass diese auf insgesamt 18 kommt. Die Serie geht zurück auf die gleichnamige Dokumentation von Ryan McGarry, die den Arbeitsalltag im L.A. County Hospital genauso zeigt.
Die deutschsprachige Erstausstrahlung der ersten Staffel sendete der Pay-TV-Sender Sat.1 emotions vom 9. Februar bis zum 31. Mai 2016, die Erstausstrahlung im Free-TV lief zwischen dem 24. Februar und dem 1. Juni 2016 auf ProSieben.
Im Mai 2016 wurde die Serie um eine zweite Staffel verlängert. Die Ausstrahlung in den Vereinigten Staaten lief ab dem 28. September 2016. Aufgrund tiefgreifender Änderungen gehörten Bonnie Somerville und Raza Jaffrey ab der zweiten Staffel nicht mehr zur Besetzung. Dafür wurden der deutschstämmige Boris Kodjoe und Jillian Murray in die Riege der Hauptdarsteller befördert, sowie Rob Lowe neu verpflichtet.
Eine dritte Staffel wurde im Mai 2017 in Auftrag gegeben.
Die deutschsprachige Erstausstrahlung der zweiten Staffel sendete der Pay-TV-Sender Sat.1 emotions ab dem 28. März 2017. Eine Free-TV-Ausstrahlung fand ab dem 12. Juli 2017 erneut auf ProSieben statt.
Am 23. Mai 2018 gab CBS die Absetzung der Serie nach drei Staffeln bekannt. Das Serienfinale wurde am 19. Juli 2018 ausgestrahlt.

## Handlung
Die Serie schildert den Arbeitsalltag der Ärzte einer unterbesetzten und überforderten Notaufnahme eines fiktiven Krankenhauses in Los Angeles. Der Titel „Code Black“ ergibt sich aus den in Nordamerika inzwischen typischen Hospital Emergency Codes, welche das Krankenhauspersonal in dieser verschleierten Art der Mitteilung alarmieren soll, ohne Personen, die nicht zum Personal gehören, zu beunruhigen.
Code Black bedeutet hierbei, dass die Notaufnahme ihre Kapazitäten erreicht oder gar überschritten hat und die Optimalversorgung der Notfälle dadurch nicht mehr gewährleistet werden kann.
Kern der Serie sind die teilweise akuten und extrem kritischen Notfälle, die das Stammpersonal zusammen mit einigen Assistenzärzten zu bewältigen hat. Auch einige persönliche Aspekte der Charaktere werden beleuchtet, wie z. B. Dr. Leanne Rorish und der Verlust ihrer Familie durch einen Verkehrsunfall, den sie als einzige überlebte. Zum anderen auch beispielsweise Dr. Mario Savetti, der als selbstgewählter Einzelgänger erst langsam lernt, seinen Kollegen zu vertrauen und sich in das Team zu integrieren.
Bei jedem Assistenzarzt zeichnet sich von Episode zu Episode eine (wenn auch kleine) Weiterentwicklung ab, sei es auf kollegialer oder fachlicher Basis.

## Besetzung und Synchronisation
Die deutschsprachige Synchronisation der Serie übernahm die Scalamedia GmbH, München. Die Dialogregie führten Hubertus von Lerchenfeld und Marika von Radvanyi. Die Dialogbücher stammen von Marika von Radvanyi, Andrea Wick, Hubertus von Lerchenfeld, Janne von Busse und Corinna Steinbach.

### Hauptbesetzung
| Rolle                       | Schauspieler           | Hauptrolle (Episoden) | Nebenrolle (Episoden) | Synchronsprecher |
| --------------------------- | ---------------------- | --------------------- | --------------------- | ---------------- |
| Dr. Leanne Rorish           | Marcia Gay Harden      | 1.01–3.13             |                       | Madeleine Stolze |
| Dr. Neal Hudson             | Raza Jaffrey           | 1.01–1.18             |                       | Markus Pfeiffer  |
| Dr. Christa Lorenson        | Bonnie Somerville      | 1.01–1.18             |                       | Melanie Manstein |
| Dr. Malaya Pineda           | Melanie Chandra        | 1.01–2.16             |                       | Ilena Gwisdalla  |
| Dr. Angus Leighton          | Harry Ford             | 1.01–3.13             |                       | Manuel Straube   |
| Dr. Mario Savetti           | Benjamin Hollingsworth | 1.01–3.13             |                       | Benedikt Weber   |
| Jesse Salander              | Luis Guzmán            | 1.01–3.13             |                       | Gudo Hoegel      |
| Dr. Heather Pinkney         | Jillian Murray         | 2.01–2.15             | 1.09–1.18             | Farina Brock     |
| Dr. William „Will“ Campbell | Boris Kodjoe           | 2.01–3.13             | 1.15–1.18             | Stefan Lehnen    |
| Dr. Ethan Willis            | Rob Lowe               | 2.01–3.13             |                       | Frank Schaff     |

### Nebenbesetzung
| Rolle              | Schauspieler        | Nebenrolle (Staffel) | Synchronsprecher       |
| ------------------ | ------------------- | -------------------- | ---------------------- |
| Dr. Rollie Guthrie | William Allen Young | 1–3                  | Oliver Mink            |
| Risa Park          | Angela Relucio      | 1–3                  | Bettina Zech           |
| Ariel              | Emily Alyn Lind     | 1–3                  | Laura Jenni            |
| Dr. Mike Leighton  | Tommy Dewey         | 1–2                  | Manou Lubowski         |
| Grace Adams        | Meagan Good         | 1–2                  | Julia Haacke           |
| Hannah Reynolds    | Emily Nelson        | 1–2                  | Constanze Lindner      |
| Dr. Mark Taylor    | Kevin Dunn          | 1                    | Wolfgang Müller        |
| Dr. Carla Niven    | Shiri Appleby       | 1                    | Nathalie Schott        |
| Dr. Gina Perello   | Christina Vidal     | 1                    | Shandra Schadt         |
| Amy Wolfowitz      | Gabrielle Carteris  | 1                    | Tatjana Pokorny        |
| Dr. Cole Guthrie   | Cress Williams      | 1                    | Sebastian Winkler      |
| Gordon Heshman     | Jesse Bradford      | 1                    | Johannes Raspe         |
| Ed Harbert         | Jeff Hephner        | 1                    | Martin Halm            |
| Dr. Noa Kean       | Emily Tyra          | 2–3                  | Katharina Schwarzmaier |
| Dr. Elliot Dixon   | Noah Gray-Cabey     | 2–3                  | Paul Sedlmeir          |
| Dr. Charlotte Piel | Nafessa Williams    | 2                    | Anke Kortemeier        |
| Rox Valenzuela     | Moon Bloodgood      | 3                    | Caroline Combrinck     |

Einige zum Team gehörende Nebencharaktere verschwinden im Laufe der Serie einfach und werden dann auch nicht mehr erwähnt. Das ist unüblich, normalerweise werden Charaktere aus der Handlung herausgeschrieben, als Begründung dient dann z. B. eine lange Reise oder die Figur stirbt den Serientod.

## Episodenliste

### Staffel 1
| Nr. (ges.) | Nr. (St.) | Deutscher Titel               | Originaltitel           | Erstausstrahlung USA | Deutschsprachige Erstausstrahlung (D) | Regie               | Drehbuch                            |
| ---------- | --------- | ----------------------------- | ----------------------- | -------------------- | ------------------------------------- | ------------------- | ----------------------------------- |
| 1          | 1         | Manchmal muss man Cowboy sein | Pilot                   | 30. Sep. 2015        | 9. Feb. 2016                          | David Semel         | Michael Seitzman                    |
| 2          | 2         | Drei Dollar und 80 Cent       | We Plug Holes           | 7. Okt. 2015         | 16. Feb. 2016                         | Christopher Misiano | Michael Seitzman                    |
| 3          | 3         | Ein Tag und ein halber        | Pre-Existing Conditions | 14. Okt. 2015        | 23. Feb. 2016                         | Lee Rose            | David Marshall Grant                |
| 4          | 4         | Unbefleckte Empfängnis        | Sometimes It’s a Zebra  | 21. Okt. 2015        | 1. März 2016                          | Adam Kane           | Brett Mahoney                       |
| 5          | 5         | Das gebrochene Herz           | Doctors with Borders    | 28. Okt. 2015        | 8. März 2016                          | David Von Ancken    | Molly Newman                        |
| 6          | 6         | Überlebensschuld              | In Extremis             | 4. Nov. 2015         | 15. März 2016                         | Vincent Misiano     | Matt Partney und Corey Evett        |
| 7          | 7         | Geben und Nehmen              | Buen Árbol              | 11. Nov. 2015        | 22. März 2016                         | Nick Gomez          | Corinne Marrinan                    |
| 8          | 8         | Herzalarm                     | You Are the Heart       | 18. Nov. 2015        | 29. März 2016                         | Alex Zakrzewski     | David Marshall Grant                |
| 9          | 9         | Das letzte Lied               | The Son Rises           | 25. Nov. 2015        | 5. Apr. 2016                          | Andrew Bernstein    | Michael Seitzman und Kristen Kim    |
| 10         | 10        | Mamas Haus                    | Cardiac Support         | 2. Dez. 2015         | 12. Apr. 2016                         | Oz Scott            | Brett Mahoney                       |
| 11         | 11        | Schwarze Nacht                | Black Tag               | 9. Dez. 2015         | 19. Apr. 2016                         | Omar Madha          | Molly Newman                        |
| 12         | 12        | Eine Schicht in der Hölle     | The Fog of War          | 13. Jan. 2016        | 26. Apr. 2016                         | Rob Bailey          | David Marshall Grant                |
| 13         | 13        | Das erste Date                | First Date              | 20. Jan. 2016        | 3. Mai 2016                           | Constantine Makris  | Kristen Kim                         |
| 14         | 14        | Die fünfte Phase              | The Fifth Stage         | 27. Jan. 2016        | 10. Mai 2016                          | Oz Scott            | Brett Mahoney                       |
| 15         | 15        | Das Messer im Hals            | Diagnosis of Exclusion  | 3. Feb. 2016         | 17. Mai 2016                          | David Von Ancken    | Corey Evett und Matthew Partney     |
| 16         | 16        | Verzweifelte Versuche         | Hail Mary               | 10. Feb. 2016        | 24. Mai 2016                          | Alex Zakrzewski     | Michael Seitzman & Molly Newman     |
| 17         | 17        | Zombies und Menschen          | Love Hurts              | 17. Feb. 2016        | 24. Mai 2016                          | Constantine Makris  | David Marshall Grant & Ryan McGarry |
| 18         | 18        | Jeder will gewinnen           | Blood Sport             | 24. Feb. 2016        | 31. Mai 2016                          | David Von Ancken    | Michael Seitzman & Kayla Alpert     |

### Staffel 2
| Nr. (ges.) | Nr. (St.) | Deutscher Titel                | Originaltitel        | Erstausstrahlung USA | Deutschsprachige Erstausstrahlung (D) | Regie                         | Drehbuch                               |
| ---------- | --------- | ------------------------------ | -------------------- | -------------------- | ------------------------------------- | ----------------------------- | -------------------------------------- |
| 19         | 1         | Das zweite Jahr                | Second Year          | 28. Sep. 2016        | 28. März 2017                         | Loni Peristere                | Michael Seitzman                       |
| 20         | 2         | Leib und Leben                 | Life and Limb        | 5. Okt. 2016         | 28. März 2017                         | Lee Rose                      | David Marshall Grant                   |
| 21         | 3         | Tote reden nicht               | Corporeal Form       | 12. Okt. 2016        | 28. März 2017                         | Corey Evett & Matthew Partney | David Von Ancken                       |
| 22         | 4         | Horrornacht                    | Demons and Angels    | 26. Okt. 2016        | 4. Apr. 2017                          | Luis Prieto                   | Michael Brandon Guercio                |
| 23         | 5         | Die Kakerlaken-Theorie         | Landslide            | 2. Nov. 2016         | 11. Apr. 2017                         | David McWhirter               | Jessica Ball                           |
| 24         | 6         | Der letzte Dank                | Hero Complex         | 9. Nov. 2016         | 18. Apr. 2017                         | David Von Ancken              | Kayla Alpert                           |
| 25         | 7         | Starke Frauen                  | What Lies Beneath    | 16. Nov. 2016        | 25. Apr. 2017                         | Constantine Makris            | Zachary Lutsky                         |
| 26         | 8         | Die Kinder von Elysia          | Behind the Curtain   | 23. Nov. 2016        | 2. Mai 2017                           | P. J. Pesce                   | Kristen Kim                            |
| 27         | 9         | 99 zu 1                        | Sleight of Hand      | 30. Nov. 2016        | 9. Mai 2017                           | Rob Greenlea                  | Julian Meiojas                         |
| 28         | 10        | Kein Licht am Ende des Tunnels | Ave Maria            | 7. Dez. 2016         | 16. Mai 2017                          | Kelly Makin                   | Kevin Hazzard                          |
| 29         | 11        | Der perfekte Augenblick        | Exodus               | 21. Dez. 2016        | 23. Mai 2017                          | Jet Wilkinson                 | Corey Evett & Matthew Partney          |
| 30         | 12        | Der glücklichste Pechvogel     | One in a Million     | 4. Jan. 2017         | 30. Mai 2017                          | Rob Bailey                    | David Marshall Grant & Jessica Ball    |
| 31         | 13        | Alte Wunden                    | Unfinished Business  | 11. Jan. 2017        | 6. Juni 2017                          | David Von Ancken              | Michael Seitzman                       |
| 32         | 14        | Höhenangst                     | Vertigo              | 25. Jan. 2017        | 13. Juni 2017                         | Carol Banker                  | Kayla Alpert & Michael Brandon Guercio |
| 33         | 15        | Teufelswerk                    | The Devil’s Workshop | 1. Feb. 2017         | 20. Juni 2017                         | David Von Ancken              | Corey Evett & Matthew Partney          |
| 34         | 16        | Sei das Wunder!                | Fallen Angels        | 8. Feb. 2017         | 2. Juli 2017                          | Michael Seitzman              | Jessica Ball & Julian Meiojas          |

### Staffel 3
| Nr. (ges.) | Nr. (St.) | Deutscher Titel                | Originaltitel                    | Erstausstrahlung USA | Deutschsprachige Erstausstrahlung (D) | Regie            | Drehbuch                              |
| ---------- | --------- | ------------------------------ | -------------------------------- | -------------------- | ------------------------------------- | ---------------- | ------------------------------------- |
| 35         | 1         | Die goldene Stunde             | Third Year                       | 25. Apr. 2018        | 2. Okt. 2018                          | Rob Bowman       | Michael Seitzman                      |
| 36         | 2         | Asche in Wind                  | Better Angels                    | 2. Mai 2018          | 9. Okt. 2018                          | P.J. Peske       | David Marshall Grant                  |
| 37         | 3         | La Familia                     | La Familia                       | 9. Mai 2018          | 16. Okt. 2018                         | Michael Schultz  | Barbie Kligman                        |
| 38         | 4         | Kimchi, Luft und Liebe         | The Same as Air                  | 16. Mai 2018         | 23. Okt. 2018                         | Diana Valentine  | Corey Evett & Matthew Partney         |
| 39         | 5         | Der Himmel über L.A.           | Cabin Pressure                   | 30. Mai 2018         | 30. Okt. 2018                         | Randy Zisk       | Mike Weiss                            |
| 40         | 6         | Feuer im Blut                  | Hell’s Heart                     | 30. Mai 2018         | 6. Nov. 2018                          | Larry Shaw       | Eduardo Javier Canto & Ryan Maldonado |
| 41         | 7         | Erzrivalen                     | Step Up                          | 6. Juni 2018         | 13. Nov. 2018                         | Edward Ornelas   | Jessica Ball                          |
| 42         | 8         | Reden wir von Freud            | Home Stays Home                  | 13. Juni 2018        | 20. Nov. 2018                         | Lin Oeding       | Rebecca Cutter                        |
| 43         | 9         | Keine Söhne mehr               | Only Human                       | 20. Juni 2018        | 27. Nov. 2018                         | Doug Hannah      | David Marshall Grant                  |
| 44         | 10        | Der Sinneswandel               | Change of Heart                  | 27. Juni 2018        | 4. Dez. 2018                          | Jennifer Lynch   | Barbie Kligman                        |
| 45         | 11        | Einer von uns                  | One of Our Own                   | 4. Juli 2018         | 11. Dez. 2018                         | Nicole Rubio     | Corey Evett & Matthew Partney         |
| 46         | 12        | Zeit zu sterben, Zeit zu leben | As Night Comes and I’m Breathing | 11. Juli 2018        | 18. Dez. 2018                         | Thomas J. Wright | Jessica Ball                          |
| 47         | 13        | Jeder hat seine Aufgabe        | The Business of Saving Lives     | 18. Juli 2018        | 25. Dez. 2018                         | Rob Bowman       | Mike Weiss                            |